# Sociedad Gimnástica de Pontevedra
La Sociedad Gimnástica de Pontevedra (SGP) es un club español de atletismo de la ciudad de Pontevedra. Fue fundado el 2 de septiembre de 1927 por veintiocho pontevedreses, capitaneados por Leonardo Enríquez Rodas y compite en la División de Honor de atletismo de España.
Entre sus atletas más destacados se encuentran Gustavo Dacal (lanzamiento de jabalina), nueve veces campeón de España o Jean Marie Okutu, campeón de España de salto de longitud en 2009,  que actualmente milita en las filas del F. C. Barcelona de atletismo.
Desde 2007, cuando consiguió su ascenso a la División de Honor, compite en dicha categoría.